# Protodrilus brevis
Protodrilus brevis är en ringmaskart som beskrevs av V. Jouin 1970. Protodrilus brevis ingår i släktet Protodrilus och familjen Protodrilidae. Arten är reproducerande i Sverige. Inga underarter finns listade i Catalogue of Life.